# Lustjärnen (Orsa socken, Dalarna)
Lustjärnen är en sjö i Orsa kommun i Dalarna och ingår i Dalälvens huvudavrinningsområde.